# Soneto 1
| » Soneto 1 |
| --- |
| From fairest creatures we desire increase, That thereby beauty's rose might never die, But as the riper should by time decease, His tender heir might bear his memory: But thou, contracted to thine own bright eyes, Feed'st thy light'st flame with self-substantial fuel, Making a famine where abundance lies, Thyself thy foe, to thy sweet self too cruel. Thou that art now the world's fresh ornament And only herald to the gaudy spring, Within thine own bud buriest thy content And, tender churl, makest waste in niggarding. Pity the world, or else this glutton be, To eat the world's due, by the grave and thee. |
| –William Shakespeare |

Soneto 1 é um dos 154 sonetos escritos por William Shakespeare.

## Sinopse
Neste primeiro de muitos sonetos sobre a brevidade da vida humana, o poeta lembra ao jovem que o tempo e a morte destruirão até mesmo as mais belas coisas vivas. Somente se elas se reproduzirem é que sua beleza sobreviverá. A recusa do jovem em gerar um filho é, portanto, autodestrutiva e um desperdício.
Este poema já apresenta inúmeros temas e metáforas que serão recorrentes em outros poemas.

## Traduções

### Tradução de Thereza Christina Rocque da Motta
Dentre os mais belos seres que desejamos enaltecer, 

Jamais venha a rosa da beleza a fenecer, 

Porém mais madura com o tempo desfaleça, 

Seu suave herdeiro ostentará a sua lembrança;

Mas tu, contrito aos teus olhos claros, 

Alimenta a chama de tua luz com teu próprio alento, 

Atraindo a fome onde grassa a abundância; 

Tu, teu próprio inimigo, és cruel demais para contigo.

Tu, que hoje és o esplendor do mundo, 

Que em galhardia anuncia a primavera, 

Em teu botão enterraste a tua alegria,

E, caro bugre, assim te desperdiças rindo. 

Tem dó do mundo, ou sê seu glutão – 

Devora o que cabe a ele, junto a ti e à tua tumba.

### Tradução de Jerônimo Aquino
Em tudo o que há mais belo, a rosa da beleza

Se nos impõe, gerando o anseio de aumentá-la,

E, entre os seres mortais, a própria natureza

Ao herdeiro confere o dom de eternizá-la

Mas tu, assim concentrado em teu olhar brilhante,

Sem o alento de outra alma, a que a tua dê abrigo,

Cheio de amor, negando amor a todo instante,

De ti mesmo e do teu encanto és inimigo.

Tu, agora, esplendoroso ornamento do mundo

E arauto singular de alegre primavera,

Tu, botão, dentro em ti sepultas, infecundo,

Teu gozo e te destróis, poupando o que exubera.

Faze prole, ou, glutão, em ti e na sepultura,

Virá a tragar o mundo a tua formosura.

### Tradução de Fernando Nin'g Guimarães
Uma criatura tão bela esperaríamos ver multiplicar 

Para que a rosa da beleza não fique só na história 

E ainda que o destino se divirta em seus dias cortar 

Tudo seu terno herdeiro vai carregar na memória  

Mas tu, inebriada por teus próprios olhos brilhantes 

Continuarás a se alimentar com a luz da própria chama 

Até impores a fome onde tanta abundância havia antes 

Tua própria pessoa levando como inimigo para a cama 

Tu que és agora o mais fresco ornamento do mundo 

E o mais perfeito arauto da primavera a proclamar 

referes enterrar a riqueza dentro do teu mais fundo 

E, ó mesquinhez!, a beleza de uma nova vida recusar 

Apieda-te do mundo: dá de comer a este glutão 

O que lhe é devido antes que venha a vez do chão

### Tradução deMilton Lins
Estenda-se a linhagem exemplar,

E que não morra a rosa da beleza.

Ao passo que o mais sábio não somar,

A memória o herdeiro tenha presa.

Tu, no entanto, teus olhos brilhantes

Tens como chama de auto-combustão,

Trazes a fome a quem faltava dantes.

- Contra ti mesmo ativa tua ação.

Tu és no mundo o mais formoso escudo,

Na primaver soas tal clarins,

Dentro de ti expões teu conteúdo:

Terno avarento, esbanjas teus florins.

Antes da tumba, esmanja e sê glutão,

Tudo o que deves paga com perdão.

### Tradução de Pedro Debreix
Dos belos desejamos expansão,

Que a rosa da beleza nunca morra,

Mas ao sofrer do tempo a danação,

O seu legado ao justo herdeiro acorra:

Mas tu, centrado no teu próprio olhar,

Inflamas combustível de papel,

Fazendo a própria chama definhar:

Tu, teu rival, contigo és mui cruel!

Podeis ser, hoje, o adorno idolatrado

Do mundo, anunciando a primavera,

Mas logo morrerás - e o teu legado

Contigo sumirá na estratosfera!

Do mundo tem piedade, ou sê guloso

Ao nos privar do brilho teu vistoso.